# Shunhe
Der Stadtbezirk Shunhe der Hui (chinesisch 顺河回族区, Pinyin Shùnhé Huízú Qū) ist ein ethnischer Stadtbezirk der Hui in der chinesischen Provinz Henan. Er gehört zum Verwaltungsgebiet der bezirksfreien Stadt Kaifeng. Shunhe hat eine Fläche von 88 km² und zählt 249.900 Einwohner (Stand: Ende 2018).